# Chip de potenciación
El chip de potenciación o también conocido como chipéo, es una modificación de los parámetros de fábrica que tiene la ECU (Unidad de Control Electrónico) que poseen los automóviles con motores de inyección electrónica (los parámetros varían según el motor).

## De que se trata
El chipéo consiste en una reprogramación de los valores que otorga el fabricante sobre la ECU (la encargada de gestionar el funcionamiento del motor), mediante el cambio de chip (eprom/flash), por uno optimizado que mejora notablemente el rendimiento del motor, aumentando su potencia.

## Funcionamiento
Este chip optimizado proporciona nuevos parámetros en:
- Inyección del combustible: modifica el tiempo de la inyección de combustible para obtener mayor potencia.
- Avance de encendido: se busca el momento óptimo para el salto de chispa, para tener el mejor rendimiento y aprovechar al máximo el combustible.
- Anula limitadores: deja sin efecto a los limitadores que tiene el motor, ya sea de RPM (Revoluciones por minuto) o limitadores de velocidad máxima.
- Acelerador electrónico: optimiza el tiempo de respuesta del mismo, para obtener una mejor respuesta del pie derecho.
- Turbocompresor: aumenta la presión en el mismo, permitiendo que la turbina gire más rápido y por consiguiente aumentar la cantidad de aire comprimido que llega a la cámara de combustión.
- Transmisión automática: se alteran los shift points (momento de cambio) y convertidor de toque, para evitar el paso de los cambios muy lentos y variar el momento de cambio, de esta manera a plena carga se hace que los cambios pasen más rápidos e incluso a mayor rpm.

- Datos: Q24953870